# Shioli Kutsuna
Shioli Kutsuna (忽那 汐里?, Kutsuna Shiori; Sydney, 22 dicembre 1992) è un'attrice australiana naturalizzata giapponese.
Ha interpretato Yukio nei film Deadpool 2 (2018) e Deadpool & Wolverine (2024) ed è apparsa nei film The Outsider (2018) e Murder Mystery (2019).

## Filmografia

### Attrice

#### Cinema
- Shugo tenshi, regia di ûYûichi Satô (2009)
- Hanbun no tsuki ga noboru sora, regia di Yoshihiro Fukagawa (2010)
- Beck, regia di Yukihiko Tsutsumi (2010)
- Yurusarezaru mono, regia di Sang-il Lee (2013)
- Ô! Fâzâ, regia di Michihito Fujii (2013)
- 125 Years Memory, regia di Mitsutoshi Tanaka (2015)
- Kiseki: Anohi no sobito, regia di Atsushi Kaneshige (2017)
- Neko atsume no ie,regia di Masatoshi Kurakata (2017)
- Oh Lucy!, regia di Atsuko Hirayanagi (2017)
- Deadpool 2, regia di David Leitch (2018)
- The Outsider, regia di Martin Zandvliet (2018)
- Murder Mystery, regia di Kyle Newacheck (2019)
- Deadpool & Wolverine, regia di Shawn Levy (2024)

#### Televisione
- Taiyō to umi no kyōshitsu – serie TV, 10 episodi (2008)
- Mei-chan no shitsuji – serie TV, 10 episodi (2009)
- Majo saiban – serie TV, 10 episodi (2009)
- Shōkōjo Seira – serie TV, 10 episodi (2009)
- Sotsu uta – serie TV (2010)
- Meitantei Conan - Kudō Shin'ichi e no chōsenjō – serie TV, 2 episodi (2011)
- Gou: Himetachi no Sengoku – serie TV, 6 episodi (2011)
- Kaseifu no Mita – serie TV, 11 episodi (2011)
- O-Parts – serie TV, 4 episodi (2012)
- Meitantei Conan Special Drama - Kudō Shin'ichi Kyōto Shinsengumi satsujin jiken – film TV (2012)
- Kazoku gêmu – serie TV, 10 episodi (2013)
- Machiisha Jumbo!! – miniserie TV, 12 puntate (2013)
- Bitter Blood – serie TV, 11 episodi (2014)
- Nezumi, Edo wo hashiru – serie TV, 6 episodio (2014)
- Kamogawa shokudo – miniserie TV, 8 puntate (2016)
- 1942 nen no Play Ball – film TV (2017)
- Invasion – serie TV, 20 episodi (2021-2023)

### Doppiatrice
- Kingsglaive: Final Fantasy XV (2016) - film d'animazione, Lunafrena Nox Fleuret

### Videogiochi
- Il professor Layton e l'eredità degli Aslant (2013)
- Death Stranding 2: On the Beach (2025)

## Doppiatrici italiane
Nelle versioni in italiano delle opere in cui ha recitato, Shioli Kutsuna è doppiata da:
- Erica Necci in Murder Mystery
- Jun Ichikawa in Deadpool & Wolverine

Da doppiatrice è stata sostituita da:
- Sara Labidi in Death Stranding 2: On the Beach